# Brachyponera sennaarensis

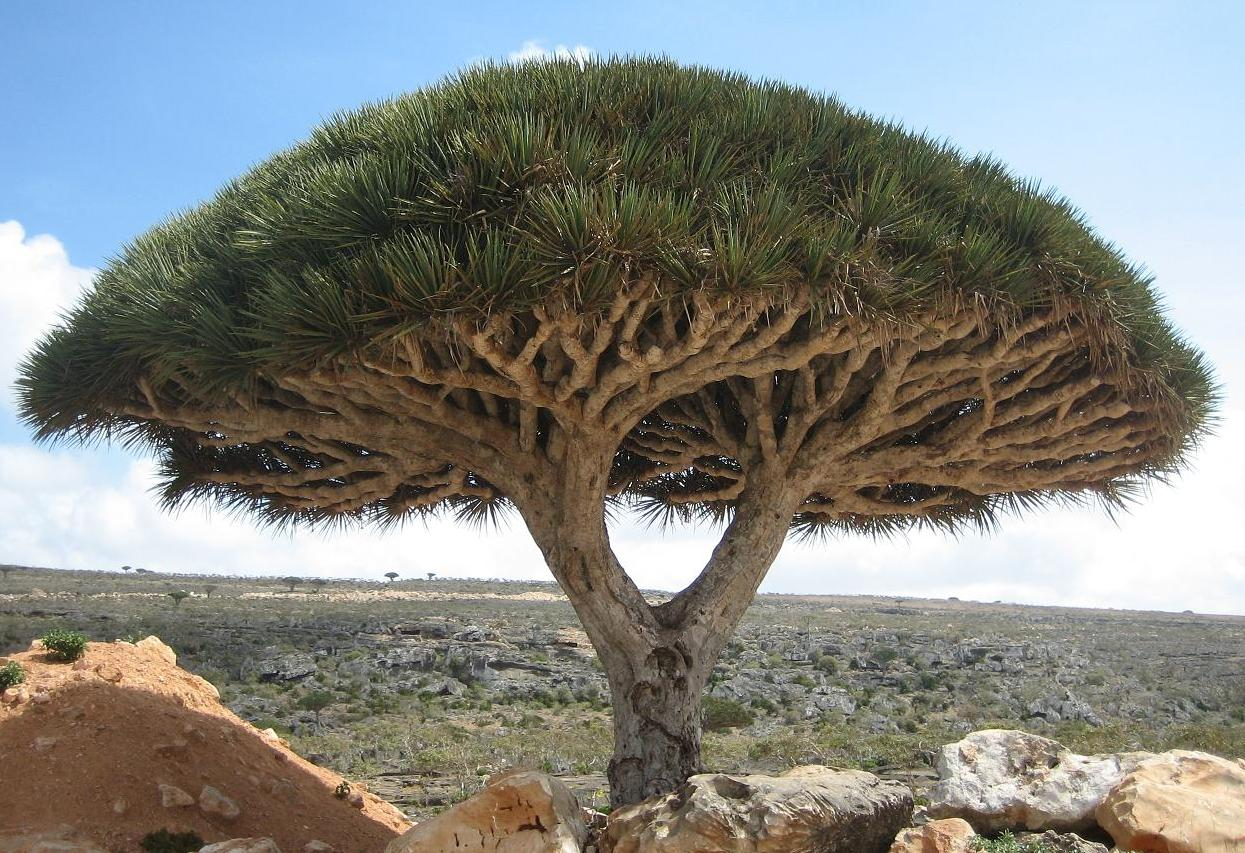
Почва под деревьями драконьей крови — типичное местообитание муравьёв Brachyponera sennaarensis. Фото с острова Сокотра, где этот вид стал одним из доминирующих представителей муравёв.

Brachyponera sennaarensis (лат.) — вид муравьёв (Formicidae) рода Brachyponera (ранее в составе рода Pachycondyla) из подсемейства Ponerinae. Инвазивный вид с сильным жалом и ядом, вызывающим болезненные последствия, вплоть до анафилактического шока. Единственный понериновый муравей, способный питаться семенами.

## Распространение
Встречается в тропической Африке: Буркина-Фасо, Гвинея, Замбия, Зимбабве, Кения, Кот-д’Ивуар, Мали, Намибия, Нигер, Сенегал, Судан, Сьерра-Леоне, Чад, Эритрея. Является инвазивным видом, который был интродуцирован на Ближний Восток (Бахрейн, Иран, Катар, ОАЭ, Саудовская Аравия) и в Индию. Населяет саванны и открытые леса, парки, плантации, сады, пригороды.

## Описание

### Строение
Мелкие муравьи буровато-чёрного цвета (общая длина тела 5—7 мм); усики и ноги светлее, красновато-коричневые. Глаза мелкого размера, расположены в переднебоковых частях головы. Жвалы треугольные вытянутые, с несколькими зубцами на жевательном крае. Голова вытянутая, широкая (она шире мезосомы) с выпуклыми боками. Скапус усика длинный и достигает затылочный край головы. Метанотальная бороздка глубокая. Тело гладкое с густым опушением из мелких волосков. Заднегрудка округлая, без проподеальных шипиков. Усики 12-члениковые. Стебелёк состоит из одного крупного чешуевидного членика (петиоль); его передняя поверхность почти прямая, а задняя выпуклая. Задние голени — с двумя шпорами. Жало развито, сила ужалений — от слабой до очень сильной, вплоть до анафилактического шока.
Brachyponera sennaarensis является наземным видом, который не способен подниматься по вертикальным гладким стенам. У них на лапках есть пара прямых претарзальных коготков, имеющих средний угол когтя, равный 56 градусам, в то время как на вентральной поверхности лапки нет тонких волос, которые касаются субстрата. У Brachyponera sennaarensis нет адгезивной подушечки на рудиментарном аролиуме, а аролиевая железа очень мала.
Профарингиальная и постфарингиальная железы — это крупнейшие экзокринные комплексы головы Brachyponera sennaarensis и на общем анатомическом уровне обе представляют собой глобулярные образования. Однако, только у профарингеальной железы эти образования имеют сферические секреторные клетки с диаметром 30—40 мкм. В отличие от неё постфарингиальная железа представлена бульбовидными выпячиваниями эпителиальных клеток (около 20 мкм). На ультраструктурном уровне клетки профарингеальной железы характеризуются хорошо развитым гранулярным эндоплазматическим ретикулумом, что согласуется с его предполагаемой продукцией пищеварительных ферментов. Клетки постфарингиальной железы содержат хорошо развитый гладкий эндоплазматический ретикулум, который позволяет получать небелковую секрецию. Самцы Brachyponera sennaarensis имеют в мандибулярных железах более 10 кластеров с 3—5 секреторными клетками. Напротив, все секреторные клетки у маток и рабочих сгруппированы в один кластер, который, кроме того, плотно окружен очень заметной оболочкой соединительной ткани. Четкие структурные различия этих желёз между самцами и двумя женскими кастами (рабочими особями и матками), которые до сих пор не были обнаружены у других видов муравьев, показывают, что мандибулярная железа у Brachyponera sennaarensis, скорее всего, имеет различную касто-зависимую функцию.

### Фотографии каст

#### Рабочий

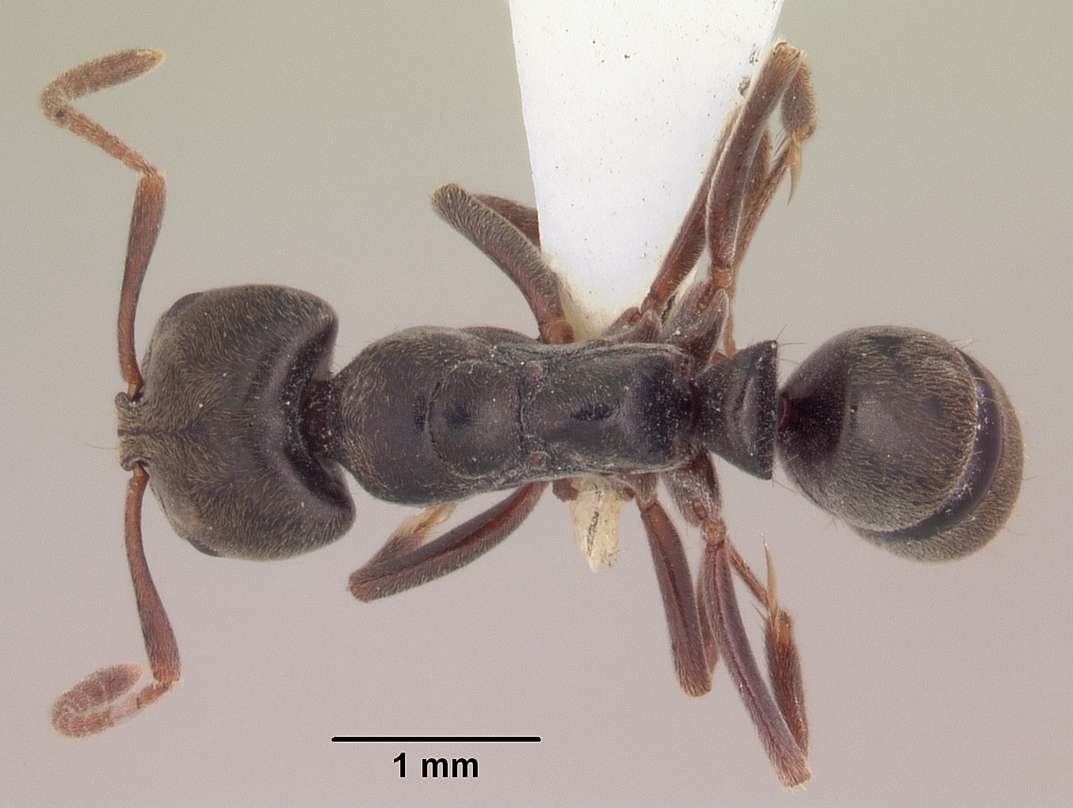
Вид сверху
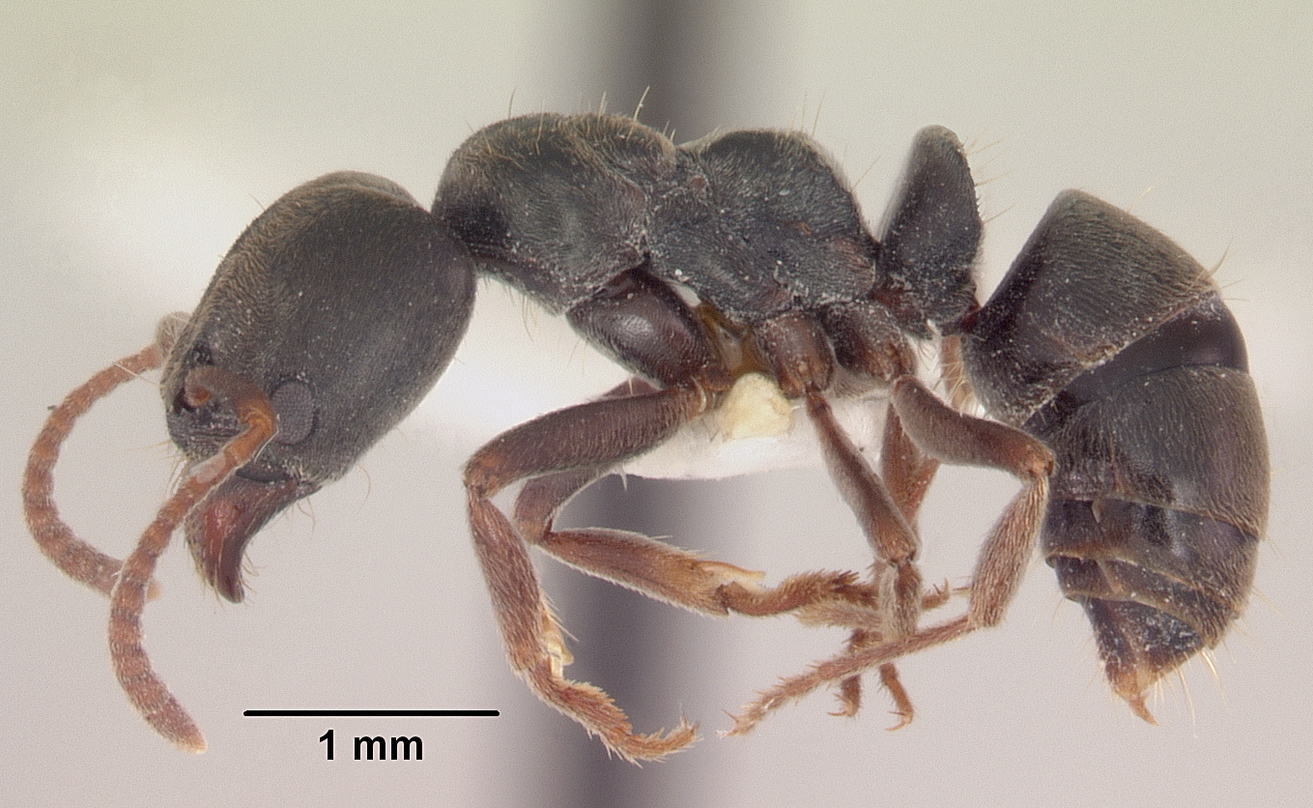
Вид сбоку
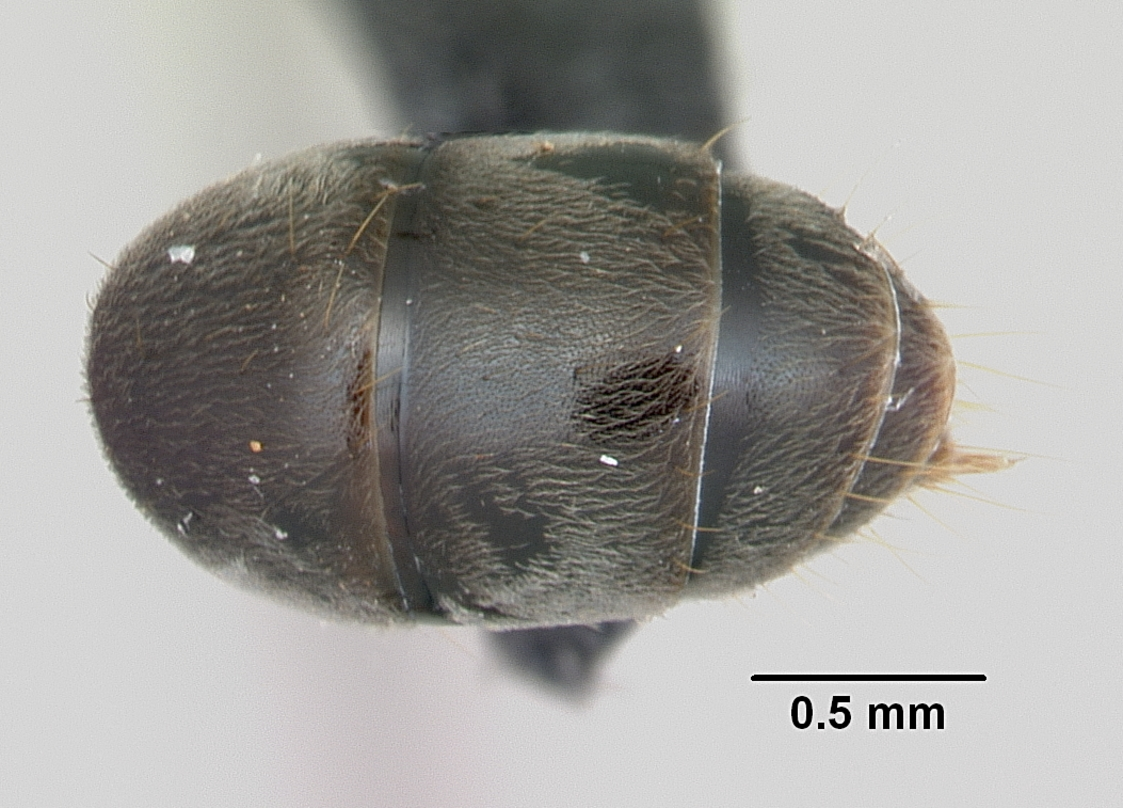
Брюшко сверху
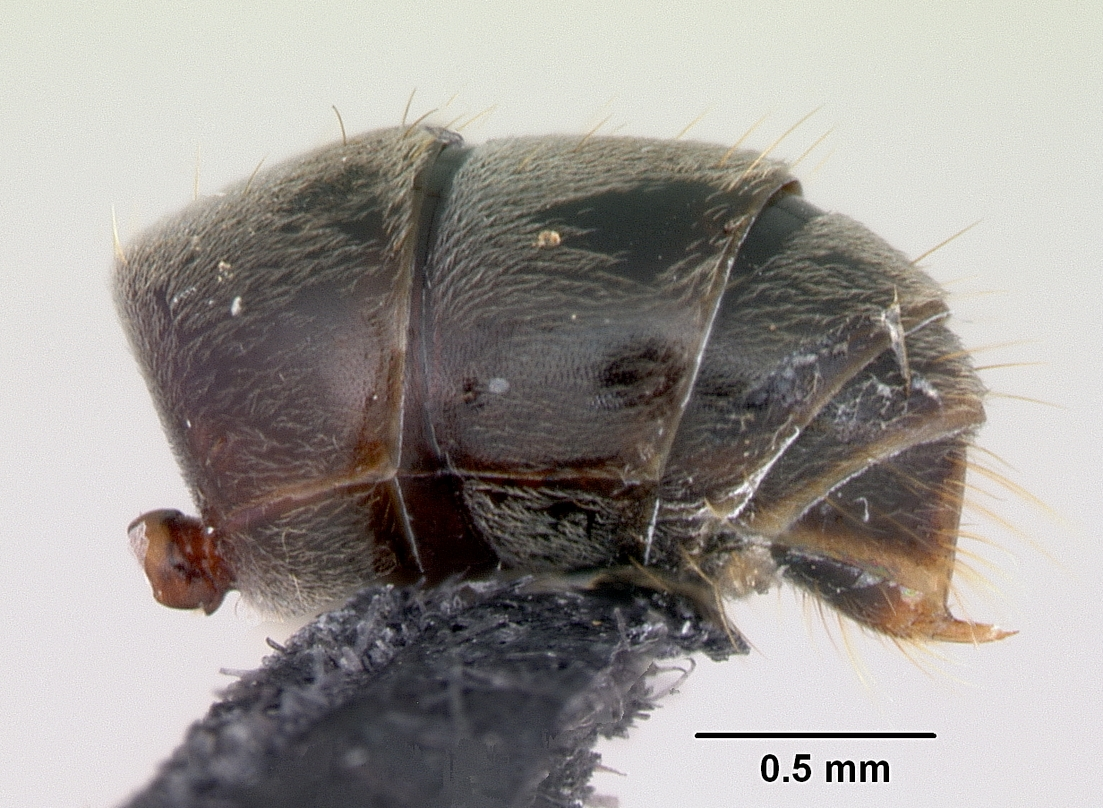
Брюшко сбоку

#### Самка

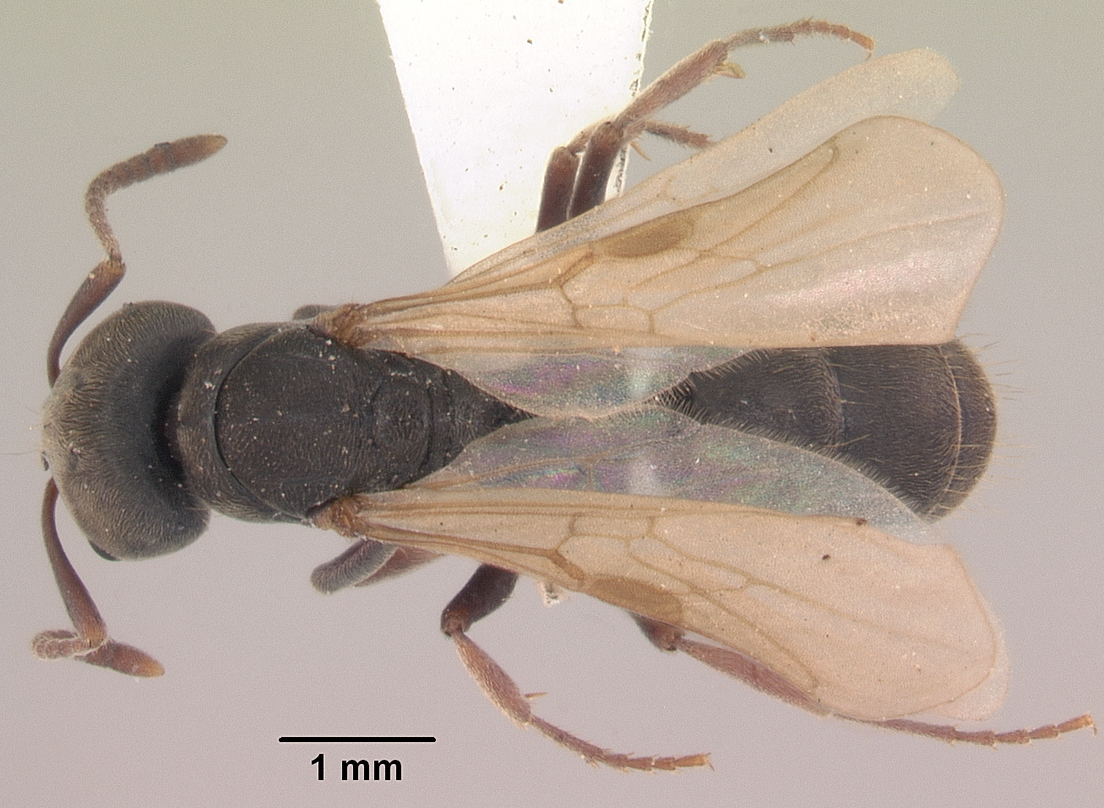
Самка сверху
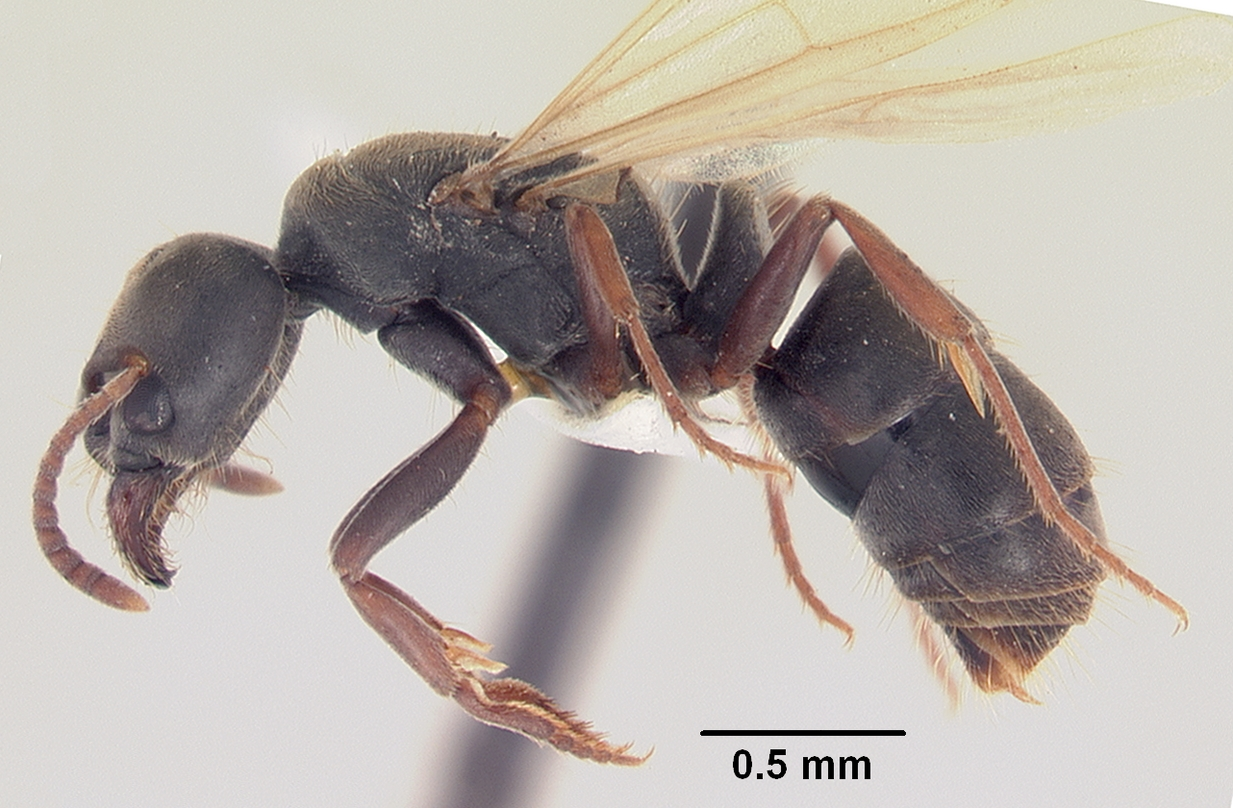
Самка сбоку
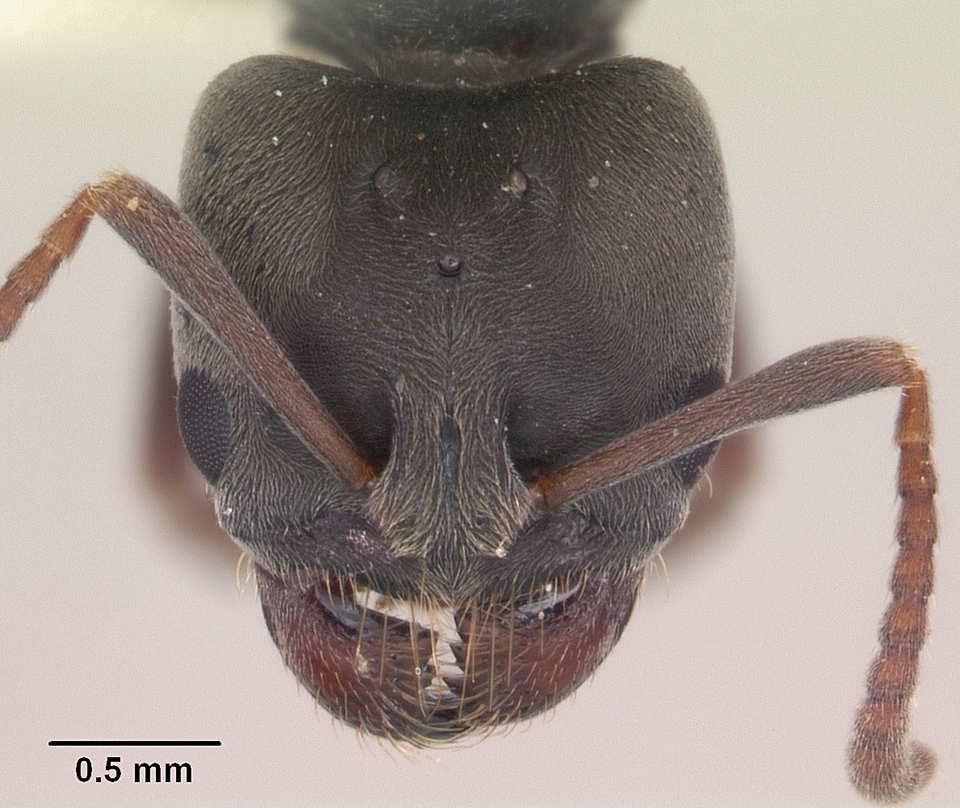
Голова самки
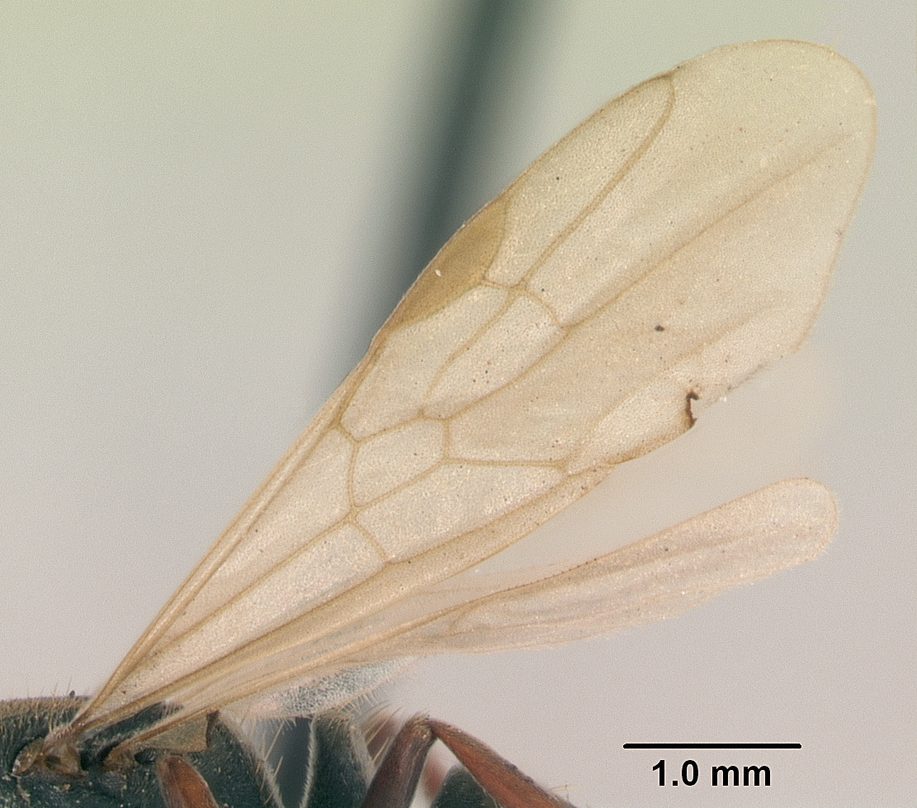
Крылья

#### Самец

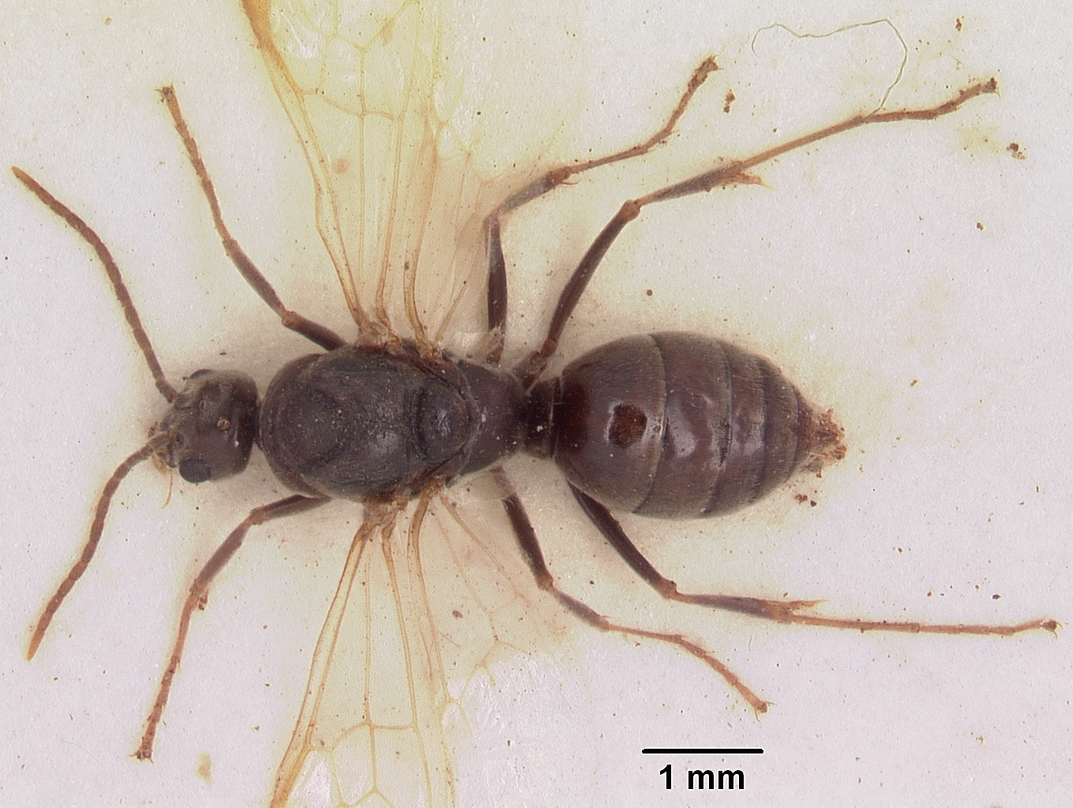
Самец сверху
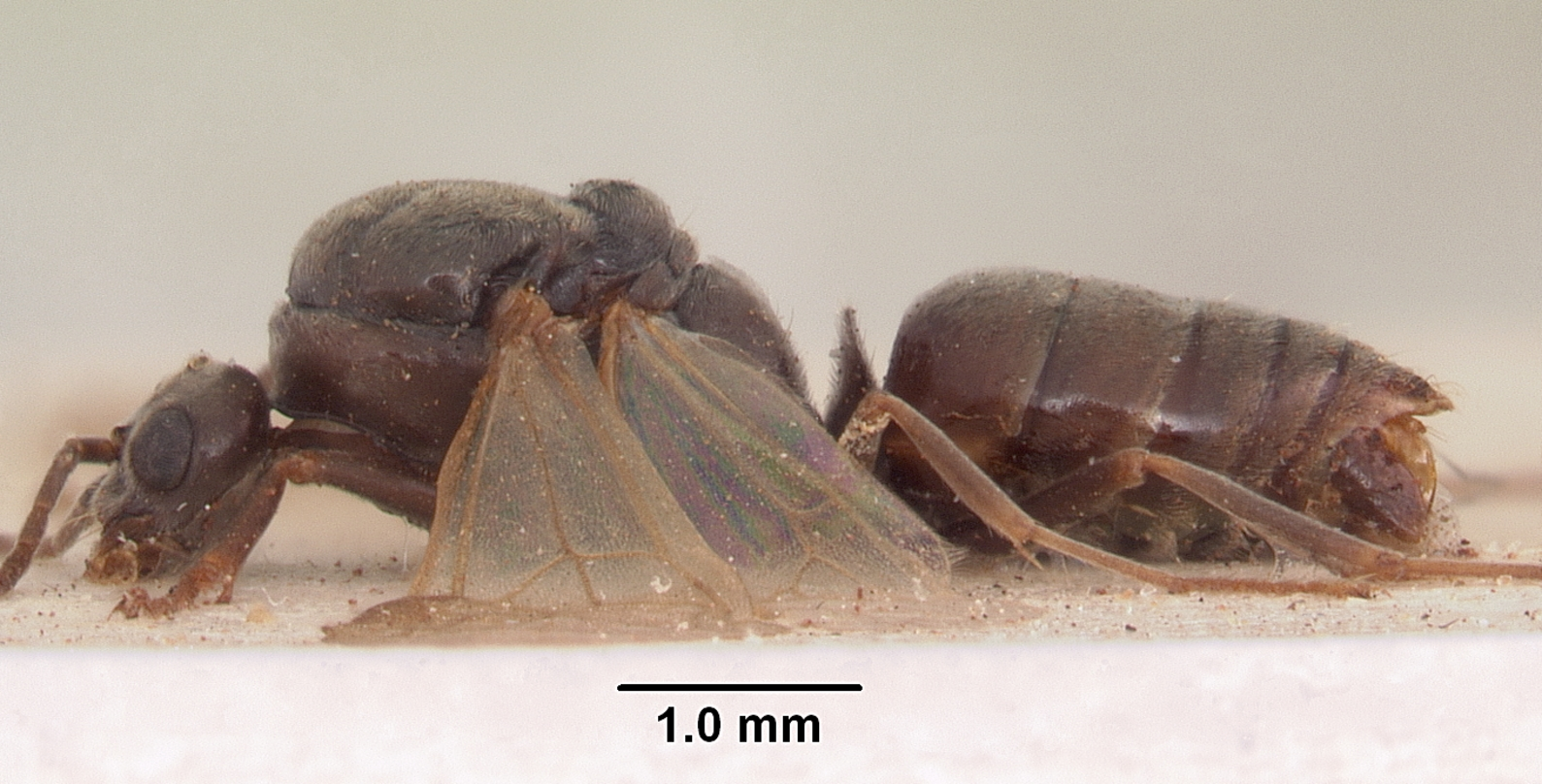
Самец сбоку
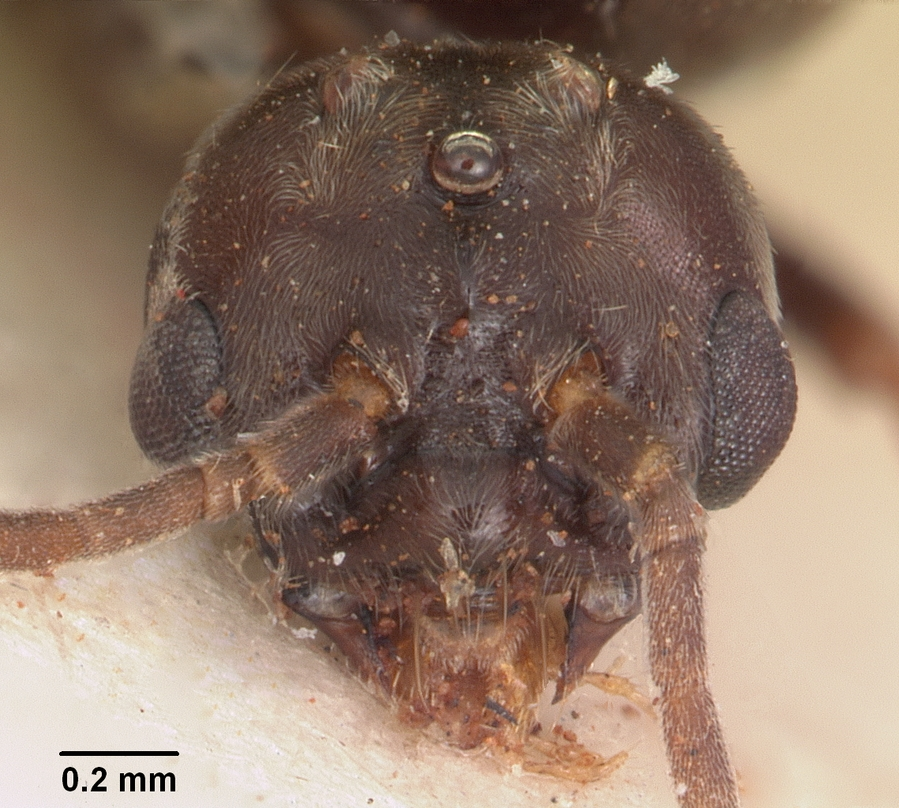
Голова самца
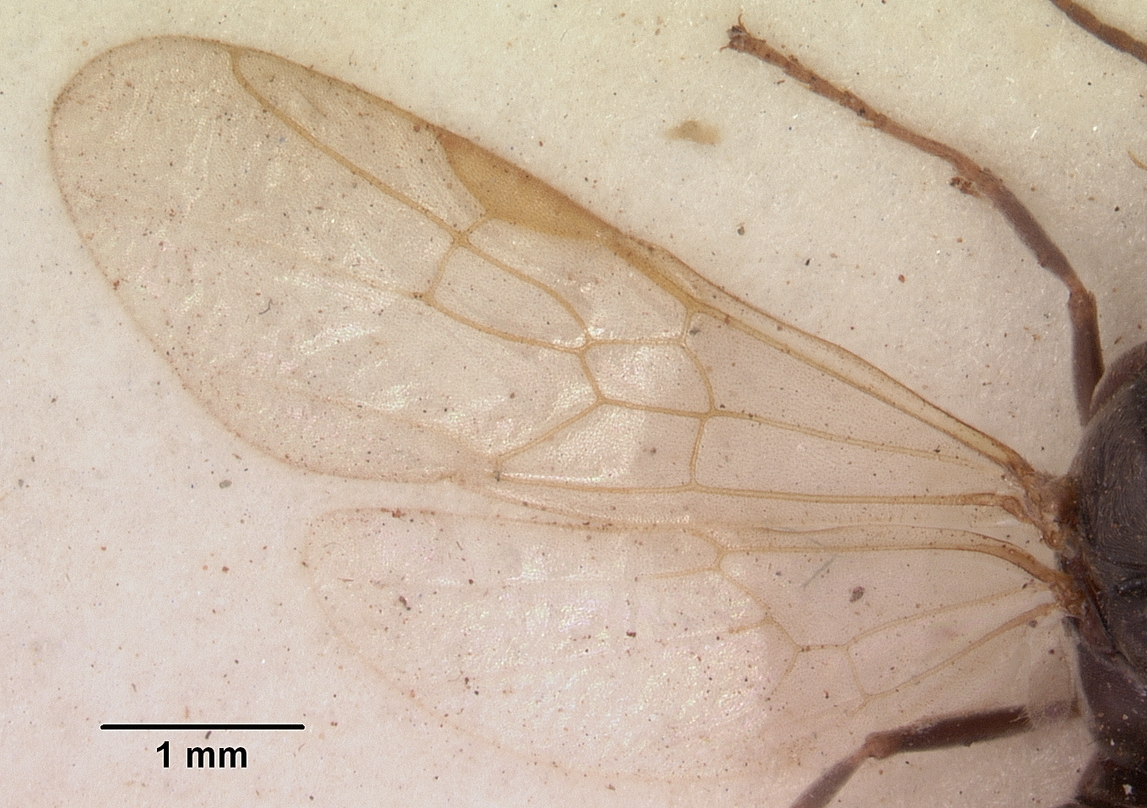
Крылья

### Биология и экология
Муравейники земляные, вход имеет диаметр от 3 до 5 мм. Брачный лёт крылатых самок и самцов происходит после дождей при благоприятных условиях температуры и ветра. Охотятся на мелких членистоногих, используя своё жало, а также собирают падаль и семена. Сбор семян, впервые среди всех понериновых муравьёв, был первый раз отмечен в 1994 году в Заире и рассматривается как адаптация к обитанию в засушливых биотопах. Во влажные сезоны и в гумидных местообитаниях преобладает животная диета. Дневная активность зависит от температуры и влажности. В тёплые сезоны, весной и летом, фуражировка начинается за час до восхода Солнца, продолжается ещё несколько часов до наступления жары, после чего прекращается. Второй пик дневной активности начинается за час до захода Солнца и продолжается до полуночи. В прохладные сезоны, осенью и зимой, активность муравьёв на поверхности почвы начинается после восхода Солнца и прекращается за два часа до его захода. Максимальная активность фуражировочной деятельности наблюдается при температуре 16—21° C и относительной влажности 52—58 %. Пищевое предпочтение Brachyponera sennaarensis варьирует в разных частях мира. В Африке эти муравьи, как правило, являются зерноядными, тогда как в Иране питаются в основном запасами продуктов и пищевыми отходами человека.
Рабочие фуражируют индивидуально и возвращаются в гнездо, используя ряд сигналов, связанных с освещением, химической маркировкой феромонами возле входа гнезда и памятью. Во время движения к гнезду наблюдалась мобилизация соплеменников тандемным ходом. Тем не менее, в колониях, где питание является регулярным, рабочие, которые обнаруживают пищу, не вербуют соплеменников из своего гнезда, но совершают самостоятельные индивидуальные повторные пробежки между гнездом и источником пищи. Напротив, в голодных колониях внесение корма может привести к массовому выходу фуражиров из муравейника, что соответствует примитивной форме массовой мобилизации, аналогичной той, что наблюдается у некоторых других видов муравьев.
Brachyponera sennaarensis инвадировал и заселил разнообразные места обитания на острове Сокотра, особенно почву, которая увлажнена и покрыта лиственной подстилкой финиковых пальм (Phoenix dactylifera). Этот вид также обычно гнездится под камнями и объектами, ассоциированными с влажными почвами. Brachyponera sennaarensis также вторгся в относительно ненарушенные человеком долины острова, где имеются ручьевые потоки и более густая растительность. Гнезда были также найдены под камнями и под деревом драконьей крови
(Dracaena cinnabari).

### Ядовитость
Муравьи обладают сильным жалом, действие яда которого вызывает сильную боль, в некоторых случаях вплоть до анафилактического шока. У 38 % ужаленных муравьями людей болевые ощущения продолжались несколько часов. Результаты исследований, выполненных на добровольцах, показали, что спустя 5—10 секунд после ужаления муравьями в этом месте появляется пузырёк, который увеличивается до размеров 5 мм и может соединиться с соседними вздутиями до более крупных размеров, образуя везикулу. Маленькие пузырьки примерно через 60 минут замещаются воспалением. Через несколько часов все внешние проявления укуса исчезают, но кожный зуд продолжается около 24 часов.
В королевстве Саудовская Аравия Brachyponera sennaarensis считается опасным для здоровья из-за случаев фатального анафилактического шока. Аль-Шаван в 2006 году впервые сообщил о случае анафилактического шока, и с тех пор несколько раз сообщалось о таких случаях, некоторые из них были очень важными. Однако, несмотря на эту отрицательную репутацию, Brachyponera sennaarensis также может быть полезен для людей: М. Дхил с соавторами в 2010 году обнаружили, что яд Brachyponera sennaarensis обладает противовоспалительным эффектом, который может быть полезен при лечении воспалительных кожных заболеваний, в то время как Гамаль Бадр с соавторами в 2012 году обнаружили, что яд Brachyponera sennaarensis индуцирует апоптоз в некоторых клетках рака молочной железы человека.
Среди основных летучих компонентов муравьиной ядовитой железы Brachyponera sennaarensis были обнаружены фенол-2,4-бис(1, 1 диметилэтил) и триметил-пиразин. Первое из этих двух веществ было обнаружено впервые среди всех насекомых.
Муравьиный яд Brachyponera sennaarensis демонстрирует противомикробную, противопаразитарную и противовоспалительную активность как in vitro, так и in vivo. Недавние исследования подтвердили роль муравьиного яда в качестве мощного антиоксиданта.

## Таксономия и систематика
Вид был впервые описан в 1862 году австрийским мирмекологом Густавом Майром по материалам из Судана под первоначальным названием Ponera sennaarensis Mayr, 1862. Название дано по месту обнаружения типовой серии (Sennaar). Ранее вид Brachyponera sennaarensis включался в состав родов Ponera (с 1862), Euponera (с 1901), Brachyponera (с 1971), Pachycondyla (с 1995), Brachyponera (с 2014).
Выделяют два подвида:
- Brachyponera sennaarensis decolor Santschi, 1921
- Brachyponera sennaarensis ruginota Stitz, 1916